# Nínxol ecològic
En ecologia un nínxol ecològic és una determinada funció que, segons les circumstàncies, pot dur-la a terme una o altra espècie. Posa èmfasi en "l'ofici" de cada espècie.
Un nínxol ecològic és la manera com els organismes capten l'energia que necessiten. És la funció que cada organisme duu a terme en l'ecosistema, determinada pel conjunt d'accions que fa per utilitzar energia. Dues espècies que ocupen el mateix nínxol ecològic s'anomenen vicariants o espècies vicaries. La relació que tenen és de competència.
Es podria entendre com el paper que té una espècie en un ecosistema. Es defineix per molts aspectes, com ara el comportament, el tipus nutrients que consumeix, els llocs d'on substrau aquests nutrients, els depredadors que se n'alimenten, els efectes que té sobre altres espècies de l'ecosistema...
Per això, el que fa el nínxol és caracteritzar quin tipus de relacions s'estableixen entre les espècies i entre les espècies i el medi.
El nínxol ecològic, per tant, és el resultat de l'adaptació d'aquest organisme a l'ambient on viu. En el cas d'organismes que pateixen metamorfosi, el nínxol ecològic pot variar al llarg del temps: un capgròs és herbívor, mentre que la granota adulta s'alimenta d'insectes: el seu nínxol ecològic ha variat.
El concepte de nínxol ecològic ha tingut una llarga trajectòria al llarg de la història de l'ecologia. Als seus inicis, el nínxol es definia com l'hàbitat o condicions ambientals on una determinada espècie desenvolupa la seva activitat. El zoòleg anglès Charles Elton en una publicació de l'any 1927 definia nínxol ecològic com el paper funcional que té una determinada espècie dins l'ecosistema. George Evelyn Hutchinson en un article publicat l'any 1957 recupera el concepte d'Elton i el defineix com un hipervolum abstracte de n dimensions de condicions ambientals i de recursos disponibles on una determinada espècie desenvolupa la seva activitat per mantenir una població viable. A partir d'aquesta idea, Hutchinson distingeix dos tipus de nínxols, el nínxol fonamental on l'organisme pot realitzar la seva activitat vital dins d'un interval potencial de condicions ambientals; i el nínxol efectiu de disponibilitat de recursos i condicions ambientals més restringides on realment cada una de les espècies està desenvolupant la seva activitat vital condicionada per la interacció amb altres espècies (competidors, depredadors...) dins el mateix ecosistema. Per tant, no s'ha de confondre el concepte abstracte de nínxol ecològic, que per extensió és una característica de cada espècie, del concepte d'hàbitat que és el lloc físic real on les espècies viuen i obtenen els seus recursos.